# Danimarca
La Danimarca, (in danese Danmark, AFI: ˈtænmɑk, ) ufficialmente Regno di Danimarca (in danese: Kongeriget Danmark), è uno Stato membro dell'Unione europea e lo Stato più piccolo e più meridionale della Scandinavia, anche se non appartenente alla penisola scandinava. È uno dei tre componenti del Reame danese (Danmarks Rige), insieme alle Fær Øer e alla Groenlandia, che godono in diversa misura di una certa autonomia. La capitale è Copenaghen. Al 1º maggio 2025 la popolazione della Danimarca è risultata essere pari a 6 001 008 abitanti.
Si trova a nord della Germania, a sud-ovest della Svezia e a sud della Norvegia e si affaccia sul mar Baltico e sul mare del Nord. Il Paese è composto da un'ampia penisola, lo Jutland, che confina a sud con la Germania, a cui si aggiungono un considerevole numero di isole, tra le quali Selandia, Fionia, Falster, Lolland, Vendsyssel-Thy e Bornholm, oltre a circa 500 isolette minori talvolta chiamate arcipelago danese. Storicamente la Danimarca ha da sempre controllato l'accesso al mar Baltico, e queste acque sono conosciute anche come gli stretti danesi.
Nel 1901 la Danimarca è diventata una monarchia parlamentare, dopo essere stata una monarchia costituzionale dal 1849 e una monarchia assoluta dal 1660. La monarchia danese è, dopo quella giapponese, la più antica ancora vigente nel mondo. L'ingresso nell'Unione europea è avvenuto il 1º gennaio 1973. L’ingresso nello spazio Schengen è avvenuto nel 2001. Il territorio della Groenlandia, pur facendo parte del Regno di Danimarca, gode di ampia autonomia, è regolato da leggi particolari secondo un sistema federale e non fa parte dell'Unione europea. Allo stesso modo, le isole Fær Øer godono di ampia autonomia, soprattutto in materia di politica interna, e parimenti non sono parte dell'UE.
A partire dalla seconda metà del XX secolo la società danese è stata parzialmente caratterizzata dall'adozione del cosiddetto modello sociale scandinavo basato su un'ampia diffusione dei servizi pubblici. Secondo uno studio pubblicato dall'UNESCO, la Danimarca può fregiarsi del titolo di "Stato più felice del mondo".

## Storia

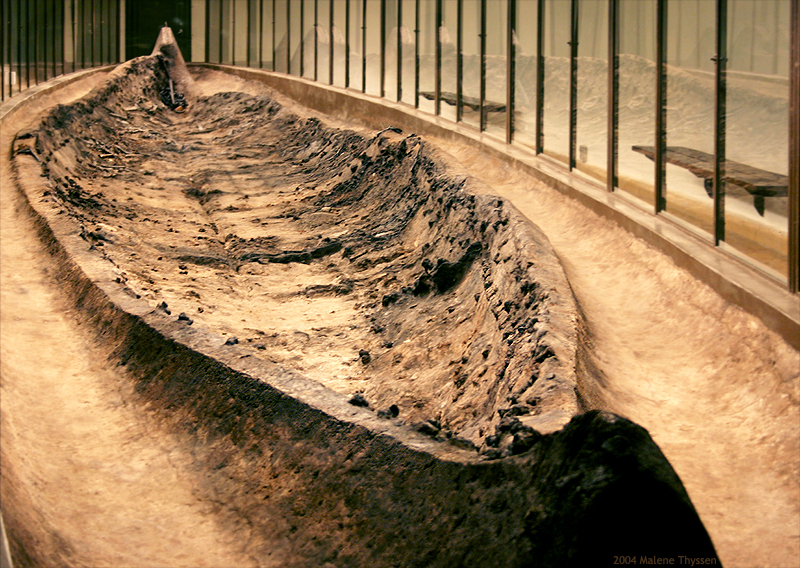
La nave di Ladby, una delle testimonianze vichinghe in Danimarca.

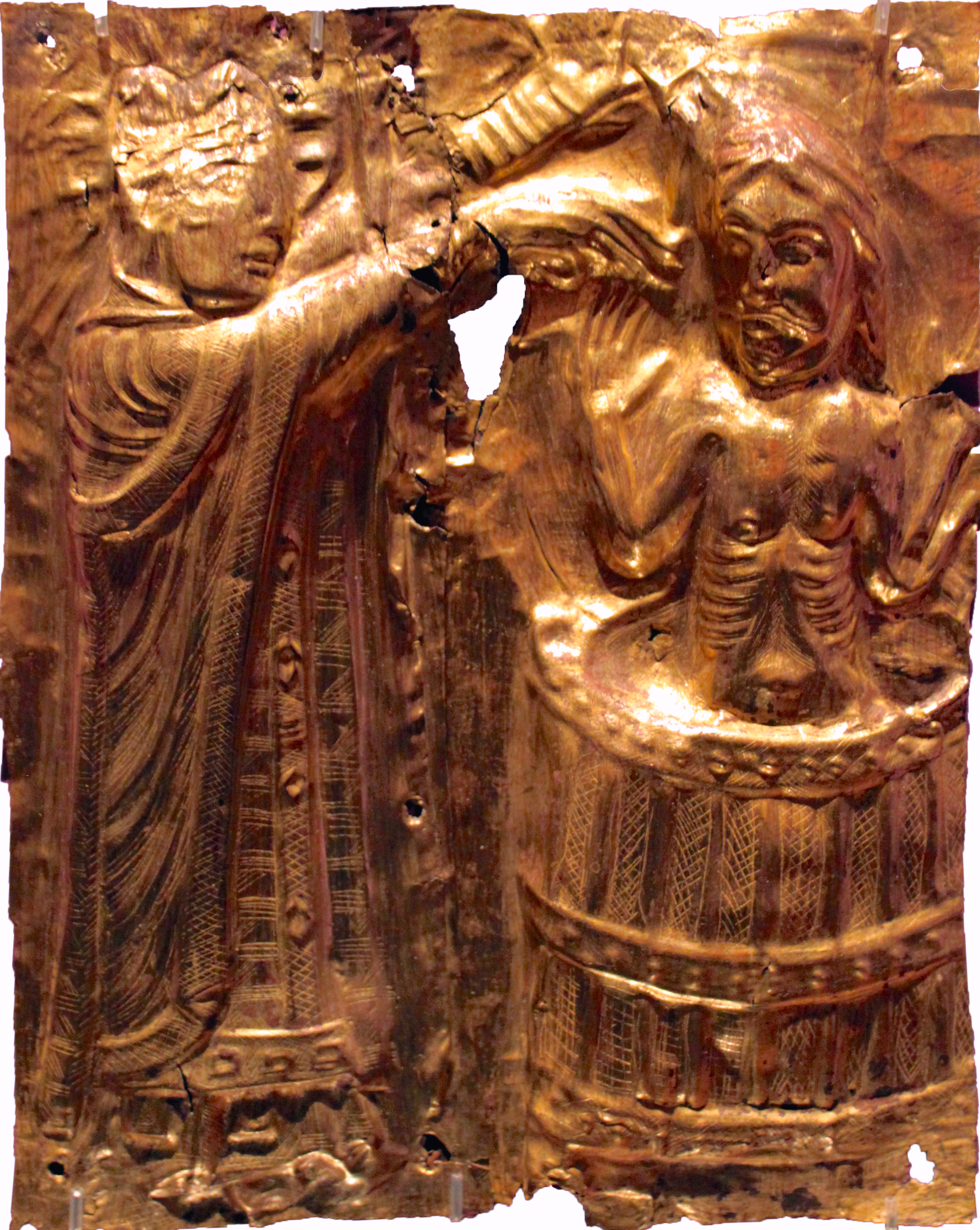
Aroldo I di Danimarca viene battezzato dal monaco Poppo.

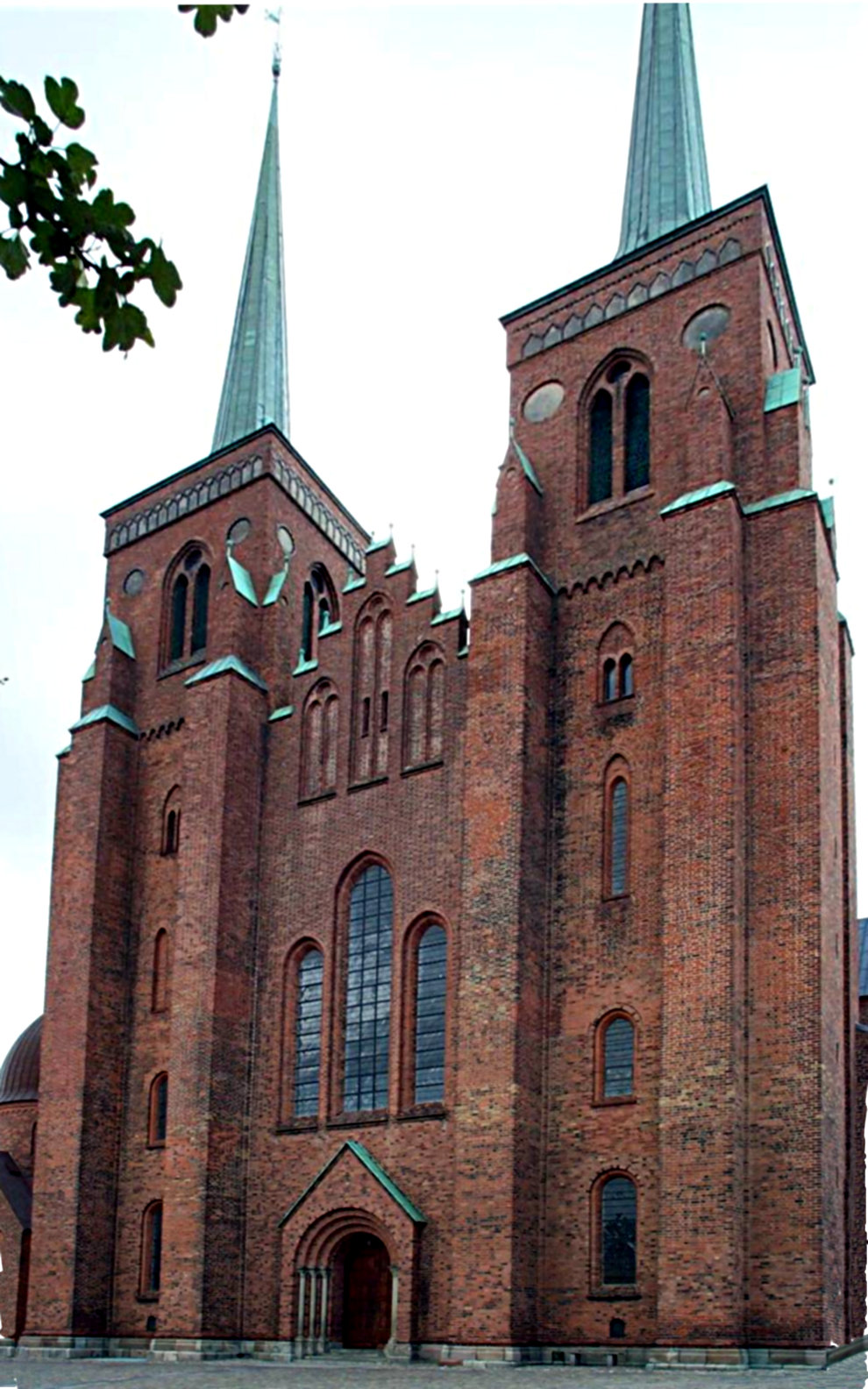
La Cattedrale di Roskilde, costruita fra il XII e il XIII secolo.

Attorno al V secolo d.C. le popolazioni scandinave colonizzarono la Danimarca. Dopo circa duecento anni i danesi avviarono la conquista dell'Inghilterra. Intorno al IX secolo la Danimarca conquistò la Norvegia e qualche regione della Germania settentrionale, e dopo qualche anno ancora conquisterà tutta la Gran Bretagna fino al 1042 (data di morte di Canuto II). Attorno all'inizio del Trecento la Danimarca si spinse verso i Paesi del mar Baltico, e verso l'inizio del Quattrocento aveva conquistato tutta la Svezia, ma intorno al 1523 la Svezia si ribellò e divenne indipendente. Intorno al Seicento la Danimarca si convertì al protestantesimo ed entrò in conflitto con la Svezia. La guerra finì con la vittoria della Svezia. Dopo questa sconfitta la Danimarca diventò una monarchia assoluta.
All'inizio dell'Ottocento la Danimarca si alleò con Napoleone, ma questa alleanza le costò la Norvegia, che, con il trattato di Kiel, divenne territorio svedese. Nel 1849 la Danimarca diventò monarchia costituzionale. Nel 1864 l'Austria e la Prussia dichiararono guerra alla Danimarca che, uscendone sconfitta, dovette cedere loro lo Schleswig e l'Holstein. Con lo scoppio della prima guerra mondiale la Danimarca si dichiarò neutrale. Tuttavia dopo la guerra le fu restituita parte dello Schleswig, attraverso un referendum popolare, giudicato però deludente dal governo danese per via della scarsa affluenza alle urne da parte della popolazione danese residente nei territori tedeschi, che la Germania poté così mantenere.
Nella seconda guerra mondiale la Danimarca venne invasa dalla Germania il 9 aprile 1940, sebbene si fosse dichiarata neutrale. Durante l'occupazione si oppose alle politiche razziali naziste in modi singolari ma efficaci, tanto che fu l'unica nazione, insieme all'Albania, a impedire le deportazioni degli ebrei mettendoli in salvo.

## Geografia
Il punto più a nord della Danimarca è la Skagen Odde (lett. punta di Skagen) che si trova a 57° 45' 7" gradi di latitudine, mentre quello più a sud è la Gedser Odde (l'estremità più a sud dell'isola di Falster) a una latitudine di 54° 33' 35". Da ovest a est il Paese si estende invece dagli 8° 4' 22" gradi di longitudine della spiaggia di Blåvandshuk ai 15° 11' 55" dell'isola Østerskær che si trova nell'arcipelago delle Ertholmene, a est di Bornholm. La distanza tra il punto più occidentale e quello più orientale è di 452 km, mentre tra quello più settentrionale e quello più meridionale è di 369 km.

### Morfologia
La Danimarca è composta dalla penisola dello Jutland (in danese Jylland) e da 443 isole sufficientemente grandi da avere un nome. Tra queste, 72 sono abitate (2008) e le più grandi sono Sjælland e Fyn. L'isola di Bornholm si trova molto più a est rispetto al resto del Paese, nel mezzo del mar Baltico. Molte delle isole maggiori sono collegate tra loro per mezzo di ponti; il ponte di Øresund unisce Sjælland alla Svezia, lo Storebæltsbroen congiunge Sjælland e Fyn mentre il Ny Lillebæltsbro va da Fyn allo Jutland. I collegamenti con le isole minori sono assicurati da traghetti o da piccoli aerei.
Il Paese è pianeggiante e i pochi rilievi, costituiti da colline moreniche, non superano i 200 m; l'altezza media sul livello del mare è di 30 metri. La collina naturale più elevata è la Møllehøj alta 170,86 metri. Altre colline nella zona a sud-ovest di Aarhus sono la Yding Skovhøj (170,77 m) e la Ejer Bavnehøj (170,35 m). Il territorio è costituito da un substrato di antichissima origine su cui si sono sovrapposti, nel corso delle diverse ere geologiche, depositi sedimentari trasportati dal mare o dalle glaciazioni. I fiumi, date le caratteristiche del territorio, hanno un corso assai breve.
L'essere spezzettata su un così grande numero di isole fa sì che la Danimarca possieda una linea costiera lunga ben 7314 km. Se si tracciasse un cerchio avente esattamente la stessa area del Paese la sua circonferenza misurerebbe invece soltanto 742 km. Un altro dato che evidenzia lo stretto legame presente nel Paese tra terra e mare è che nessun luogo in Danimarca dista più di 52 km dalla costa più vicina. La superficie terrestre della Danimarca non può essere misurata con precisione perché il mare modifica costantemente la costa, erodendone alcune parti e aggiungendo materiali di riporto su altre; inoltre l'azione dell'uomo, per tenere l'erosione sotto controllo, ha messo in atto vari progetti tesi al recupero e al mantenimento delle coste.
Sulla costa sud-occidentale dello Jutland le maree raggiungono un'altezza variabile tra 1 e 2 metri e la linea costiera si può spostare avanti e indietro anche di 10 km.

### Clima
Il clima è temperato ed è di tipo atlantico. Gli inverni non sono particolarmente rigidi e la temperatura media nei mesi di gennaio e febbraio si aggira attorno agli 0 °C, mentre le estati sono fresche con una temperatura media nel mese di agosto di 15,7 °C.
Spesso soffia il vento, più forte nel periodo invernale e più debole in quello estivo. In Danimarca si ha una media di 170 giorni di pioggia all'anno e i mesi più piovosi sono settembre, ottobre e novembre.
A causa della posizione geografica del Paese, situato nella parte centrosettentrionale dell'Europa, la durata dell'illuminazione solare diurna è realmente variabile anche se non quanto nella penisola scandinava, situata più a nord. Durante l'inverno le giornate sono corte, il sole sorge attorno alle 8:30 e tramonta verso le 15:30. Al contrario nella stagione estiva l'alba arriva verso le 3:30 e il tramonto si sposta a dopo le 22:00.
Tradizionalmente il giorno più corto e quello più lungo dell'anno vengono festeggiati.
La festa per il giorno più corto dell'anno va più o meno a coincidere con il Natale (in danese jul) e ai giorni nostri i festeggiamenti si concentrano alla vigilia di Natale, il 24 dicembre. La parola scandinava jól è plurale e indica chiaramente come nella cultura pre-cristiana in questo periodo si svolgessero più feste diverse. La conversione al cristianesimo introdusse nelle usanze locali la celebrazione del Natale, così la precedente denominazione passò a indicare anche la nuova festa. Gli sforzi della Chiesa di sostituire quel nome con Kristmesse non hanno avuto successo.
La festa per il giorno più lungo è il Giorno di mezza estate, conosciuto in Danimarca come Sankthansaften (La notte di san Giovanni). Anche le origini di questa festa risalgono a epoche pre-cristiane.

## Popolazione
La maggioranza degli abitanti della Danimarca è di ceppo scandinavo, con presenze di Faroesi, e sono presenti gruppi di Inuit provenienti dalla Groenlandia e immigrati da varie altre zone. Secondo le statistiche ufficiali del 2007 il numero degli immigrati e dei loro discendenti ammonta a circa 477 738 persone, ovvero all'8,9% del totale della popolazione. Molti di questi immigrati provengono dal Medio Oriente e dall'Asia meridionale.
La popolazione non è distribuita uniformemente sul territorio. Sebbene la porzione di territorio che si trova a est del Grande Belt sia soltanto di 9622 km³, pari al 22,69% della superficie complessiva della Danimarca, vi risiede il 45% (2 465 348) della popolazione complessiva. La densità media di questa zona è di 256 abitanti per km³. Invece la densità media nella parte occidentale del Paese, ampia 32772 km², è di 91,69 abitanti per km³ (3 010 443 persone, dati del 2008).
L'aspettativa media di vita degli abitanti è di 81 anni e vi è una leggera prevalenza delle donne sugli uomini. Il tasso di alfabetizzazione è del 98% e quello di fertilità di 1,5 figli per donna. Il tasso di crescita medio annuale della popolazione è dello 0%.

### Demografia
La Danimarca conta 5 959 464 abitanti, quasi 130 per km². La maggior parte di essi è concentrata nella capitale Copenaghen, mentre altre città con alta percentuale di abitanti sono Aarhus, Aalborg e Odense. Gli immigrati costituiscono circa il 10% della popolazione totale: la Danimarca ha politiche molto severe in materia di immigrazione.
Nel 2002 il governo conservatore e nazionalista ha imposto la cosiddetta regola dei 24 anni: i danesi possono sposare gli stranieri solo se entrambi hanno più di 24 anni e soddisfano una serie di condizioni rigorose. Nel 2015 il Paese ha adottato una controversa legge sulla confisca, che ha permesso di confiscare denaro contante e oggetti di valore superiore a 1 340 euro appartenenti a migranti. Nel 2018 il Parlamento ha autorizzato la trasformazione della piccola isola di Lindholm in un centro di detenzione a cielo aperto per gli stranieri condannati in carcere. Nel 2019 le domande di asilo hanno raggiunto il livello più basso dal 2008.
Abitanti censiti (migliaia)

### Religione e Olocausto
La costituzione danese sancisce come religione di Stato la evangelico-luterana, conosciuta anche come Chiesa di Danimarca o Chiesa del popolo danese (Den Danske Folkekirke). Lo Stato garantisce comunque la libertà religiosa e, oltre a quella ufficiale, sono praticate altre confessioni religiose, tra cui il cattolicesimo, l'ebraismo e l'islam.
Tra le nazioni occupate dai nazisti durante la seconda guerra mondiale, la Danimarca ha il notevole primato di essersi opposta per prima alle politiche razziste del regime nazista e quindi di aver efficacemente protetto dalle deportazioni dell'Olocausto la stragrande maggioranza dei suoi concittadini ebrei, allora oltre 8 000 persone, grazie a un'operazione clandestina di salvataggio che, nell'ottobre del 1943, li fece trasportare nella vicina neutrale Svezia. L'interesse della monarchia per quei 500 ebrei danesi che furono catturati e deportati nel campo di concentramento di Theresienstadt fece sì che anche la maggior parte di loro si potesse salvare.

### Lingue
Nel Paese si parla comunemente il danese, anche se un piccolo gruppo di persone vicino al confine con la Germania parla anche il tedesco. La lingua straniera più conosciuta è l'inglese, molto studiata in particolare tra gli abitanti delle città maggiori e tra i giovani, che a scuola studiano almeno due lingue straniere. Alla conoscenza dell'inglese contribuisce anche il fatto che film e programmi televisivi d'importazione non vengono doppiati, ma semplicemente sottotitolati in danese. Il primo libro mai scritto in danese è La Rimkrønike, che fu stampata nel 1495 da Govert Van Ghemen.

## Ordinamento dello Stato

### Organizzazione territoriale

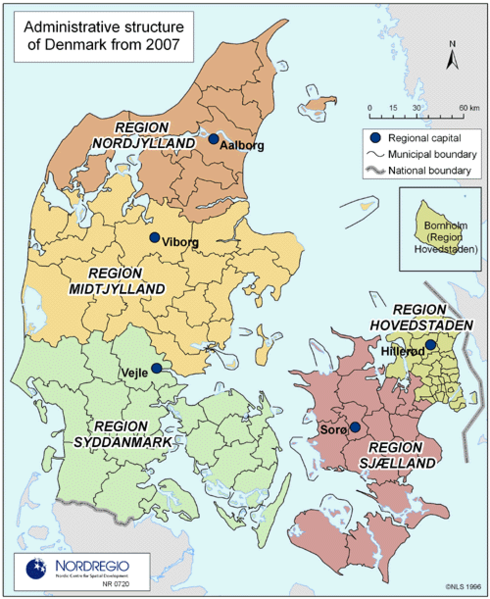
La suddivisione amministrativa della Danimarca nel 2007.

La Danimarca è suddivisa in cinque regioni (in danese regioner), che al loro interno contengono complessivamente 98 comuni. Le regioni sono state create il 1º gennaio 2007, nell'ambito della Riforma amministrativa danese del 2007, e hanno sostituito le 13 contee tradizionali (amter).
Le regioni sono cinque:
- Hovedstaden
- Selandia (Sjælland)
- Danimarca Meridionale (Syddanmark)
- Jutland Centrale (Midtjylland)
- Jutland Settentrionale (Nordjylland)

Allo stesso tempo, i comuni più piccoli (kommuner) sono stati fusi in entità amministrative più grandi, tagliandone il numero da 270 a 98. La competenza più importante che è stata affidata a questi nuovi comuni è la cura del servizio sanitario nazionale. Diversamente da quanto accadeva con le vecchie contee, alle regioni non è consentito riscuotere tasse e il servizio sanitario viene finanziato con un'imposta nazionale dell'8% (sundhedsbidrag) unita a fondi che provengono sia dal governo centrale sia dai comuni.
Ciascun Consiglio regionale è composto da 41 membri eletti contemporaneamente alle elezioni comunali del 2005.
La maggior parte dei nuovi comuni ha una popolazione di almeno 20 000 persone, anche se a questa regola sono state tollerate alcune eccezioni.
La Groenlandia e le Isole Fær Øer fanno parte del Regno di Danimarca, ma godono di un particolare status di autonomia e di un largo potere di autogoverno. Entrambe hanno il diritto di eleggere due propri rappresentanti al parlamento danese.

### Città principali

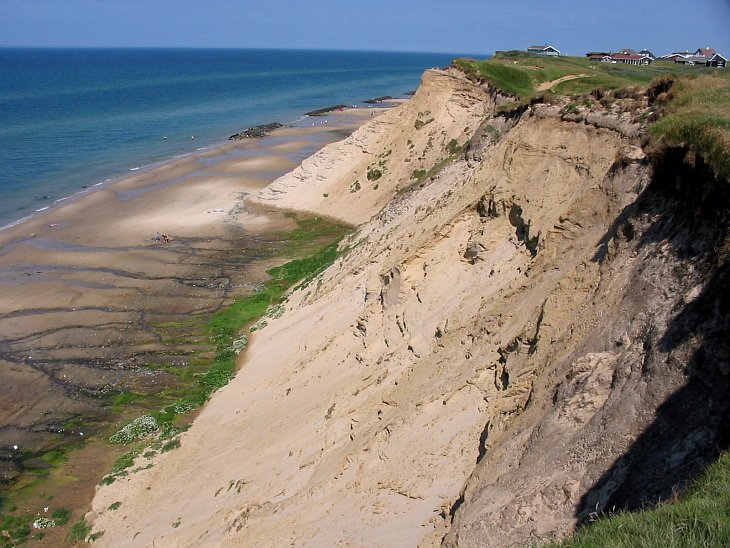
Un tratto di costa danese tra Lønstrup e Rubjerg Knude sul mare del Nord.

Le città principali sono la capitale Copenaghen sull'isola di Sjælland, Århus, Aalborg ed Esbjerg nello Jutland e Odense sull'isola di Fyn. La Danimarca è uno dei due Paesi non insulari del mondo, insieme alla Guinea Equatoriale, e l'unico non insulare europeo ad avere la capitale su un'isola invece che sul continente.

### Costituzione
La Costituzione della Danimarca risale al 5 giugno 1849.

### Istituzioni

#### Ordinamento scolastico
Il sistema educativo danese è molto sviluppato e l'accesso alla scuola pubblica è gratuito fino alle scuole superiori, nonché per la maggior parte dei corsi universitari. Circa il 99% della popolazione ha terminato gli studi.
La popolazione frequenta almeno la scuola elementare che termina a 9 o 10 anni; l'86% frequenta la scuola secondaria e il 41% continua ulteriormente. L'istruzione elementare in Danimarca si chiama den Danske Folkeskole (la scuola pubblica danese). Si compone di dieci gradi/anni di cui il decimo è facoltativo. Ci si può anche iscrivere a una Friskole/Privatskole, ovvero scuole che non sono sotto il diretto controllo dei comuni, come per esempio la scuola Steineriana. Il più singolare tipo di scuola danese è la Efterskole, che si può tradurre letteralmente come Doposcuola. La Doposcuola è una scuola facoltativa che si può frequentare dall'8º al 10º anno ed è una specie di collegio in cui gli alunni restano generalmente per un solo anno, anche se alcuni istituti permettono l'iscrizione anche per un secondo anno. La maggior parte dei ragazzi si iscrive al decimo anno e alcuni lo fanno anche al nono. In queste scuole si pone una particolare attenzione su una particolare materia, per esempio l'educazione fisica o lo studio delle lingue. La principale differenza tra un'Efterskole e un collegio sta nel fatto che qui gli alunni godono di una libertà assai maggiore di quanto avviene nei collegi.
Il più importante contributo danese alla scienza dell'educazione è probabilmente la folkehøjskole, inventata nel XIX secolo da N.F.S. Grundtvig. Traducibile come Scuola superiore del popolo, la folkehøjskole è una particolare struttura educativa in cui non si effettuano esami e valutazioni e che punta l'attenzione non su risultati dimostrabili e valutabili, ma piuttosto sulla cultura generale, la capacità di apprendere e pensare correttamente. Molti giovani danesi frequentano una folkehøjskole alcuni mesi o anche un anno dopo essersi diplomati al Gymnasium, paragonabile alla scuola superiore, prima di iscriversi all'università. Comunque le folkehøjskole, essendo le scuole per il popolo, possono essere frequentate in qualsiasi momento della vita. Alcune sono specializzate in particolari materie come lo sport, la musica o la protezione dell'ambiente e la maggior parte propone un'ampia offerta di insegnamenti di tipo artistico.
Dopo essersi diplomati alle Folkeskolen vi sono diverse opportunità di proseguire gli studi, tra cui il Gymnasium, le HF (simili al Gymnasium ma più corte di un anno), le HTX (che focalizzano gli studi su matematiche e materie tecniche), le HHX (a indirizzo commerciale) e altre.

#### Università
Il 1º giugno 1479 re Cristiano I di Danimarca fonda la più antica università danese: l'Università di Copenaghen: pare che durante un soggiorno a Roma Cristiano I abbia incontrato Papa Sisto IV, riuscendo a ottenere l'autorizzazione a fondare l'università.

#### Sistema sanitario
La sanità in Danimarca prevede, dal 1973, che ogni danese sia iscritto al Sistema Sanitario Nazionale. Il sistema è quasi gratuito, infatti l'85% della spesa è dello stato, mentre il cittadino paga il 15% per servizi ausiliari come la fisioterapia. La Danimarca dà la libertà a persone anziane e con difficoltà economiche di non pagare l'acquisto dei farmaci più costosi; la sanità danese è molto efficiente, infatti i suoi standard sono in linea con quelli della media europea.

#### Forze armate
Le forze armate danesi si chiamano Det Danske Forsvar (Forze di difesa danesi). Dispongono di un personale di circa 21 000 militari e 4 600 civili, e di altri 55 000 uomini che stanno svolgendo il servizio di leva. Dal 1962 anche le donne possono prestare servizio militare volontario, anche se la prima si arruolò nel 1971; dal 2026 gli obblighi di leva saranno estesi anche alle donne. Le forze armate di terra danesi sono composte dagli uomini dell'Esercito reale danese e dagli uomini dell'Esercito della Guardia Nazionale. A completare le forze di difesa, la Regia marina danese e la Reale aeronautica militare danese.

## Politica

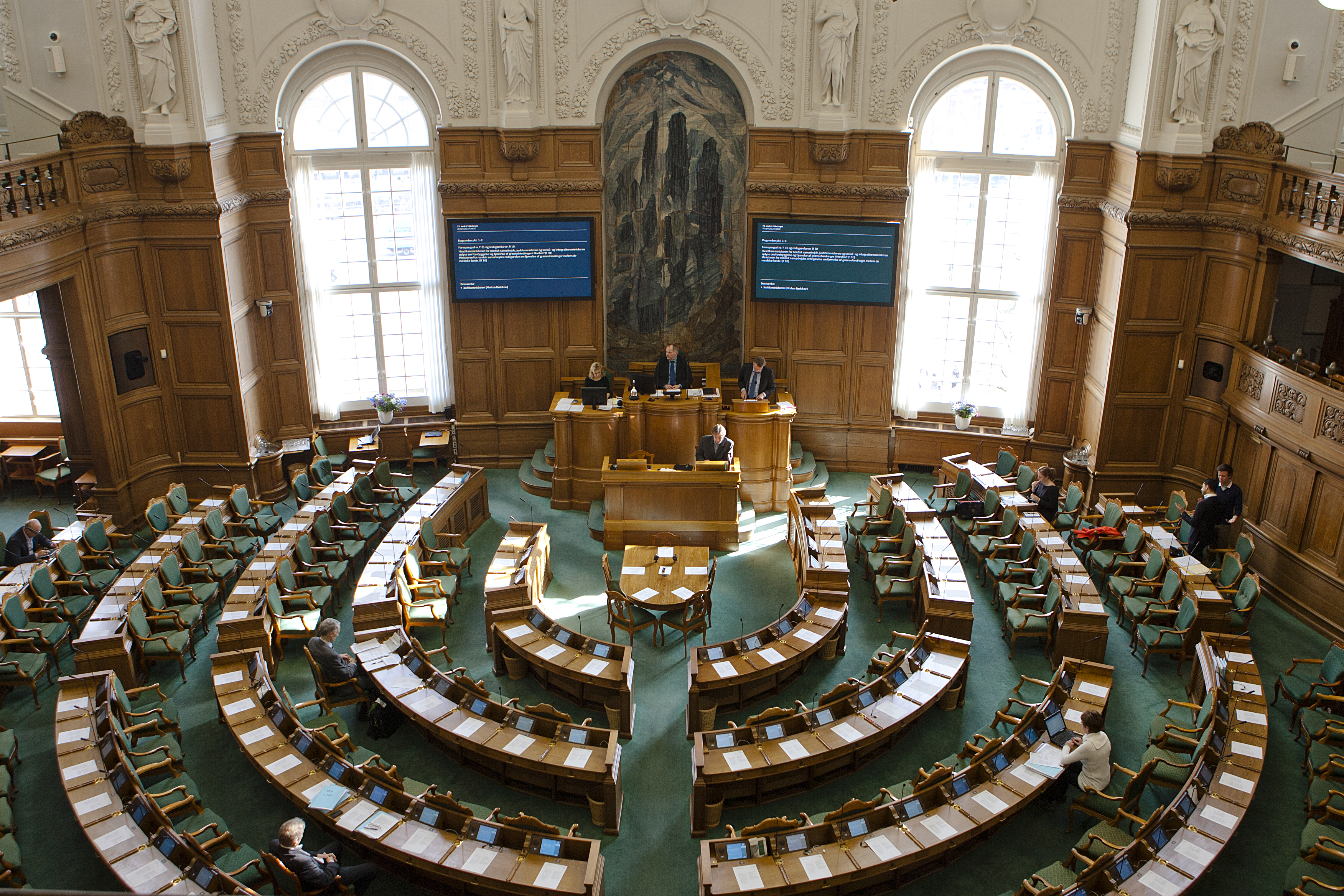
L'assemblea parlamentare nel Folketing.

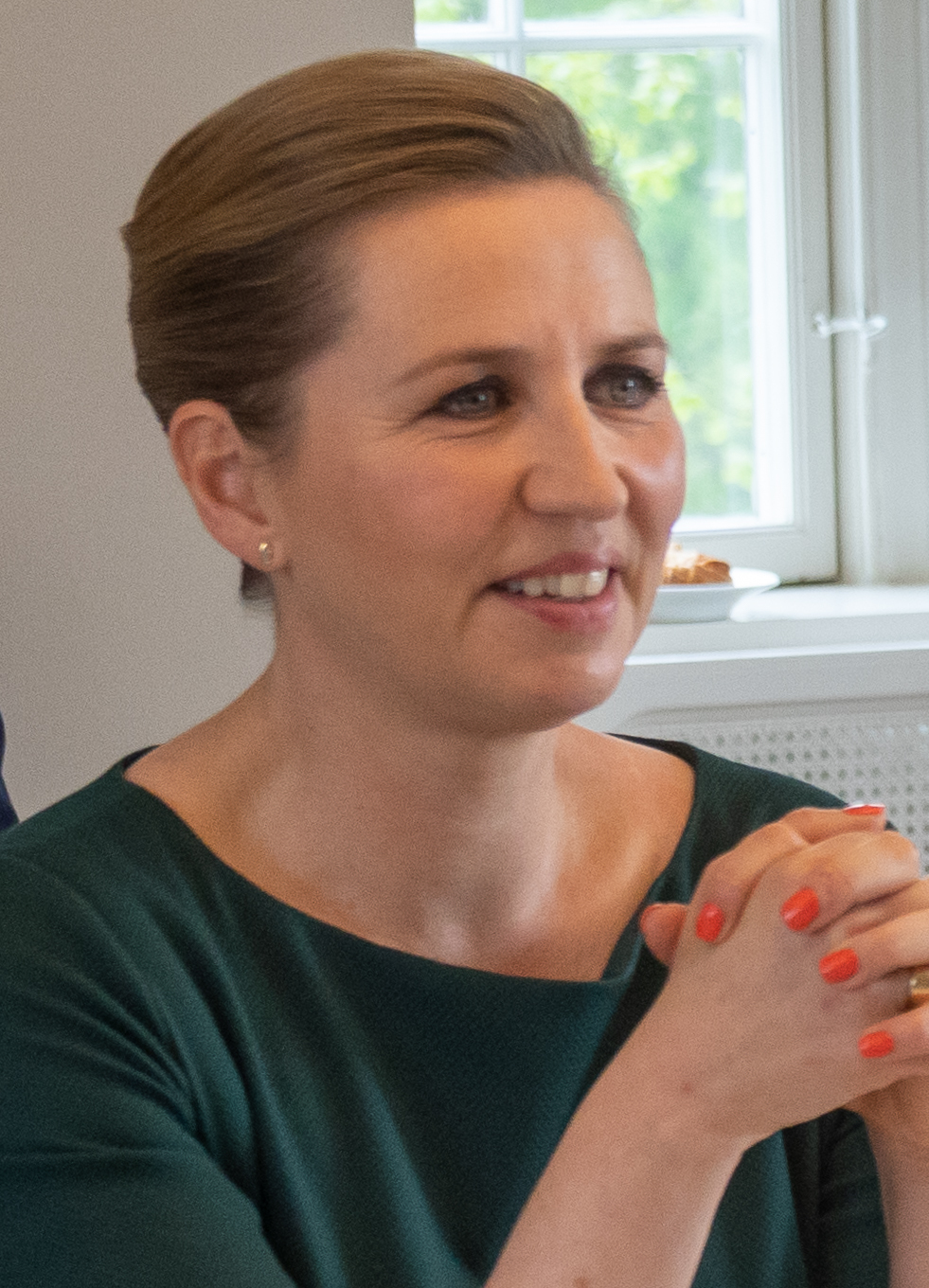
Mette Frederiksen, Primo ministro danese dal 2019.

La Danimarca è una monarchia parlamentare che vede come capo dello Stato il Re Federico X di Danimarca. Il potere esecutivo viene esercitato in nome del monarca dal Ministro di Stato e dagli altri ministri che sono a capo dei rispettivi dipartimenti. Il Consiglio dei ministri e il ministro di Stato costituiscono il Governo. I ministri rispondono al Parlamento detto "Folketing", l'assemblea legislativa monocamerale, che tradizionalmente è considerata come l'organo supremo, vale a dire che può legiferare su qualsiasi materia e non è vincolato alle decisioni dei suoi predecessori.
Il monarca è il capo dello Stato e possiede teoricamente tutti i poteri esecutivi; in realtà, come in tutte le monarchie costituzionali, il vero capo del governo è il ministro di Stato. Il governo risponde delle proprie azioni soprattutto al Folketing. I ministri non devono essere necessariamente membri del parlamento, sebbene al giorno d'oggi questa sia una tendenza abbastanza consolidata.
Il Folketing, come assemblea legislativa nazionale, e in accordo alla dottrina della sovranità parlamentare, possiede l'ultima parola in campo legislativo anche se, in seguito all'ingresso del Paese nell'Unione europea, si sono posti alcuni problemi in materia.
Il parlamento si compone di 179 membri, con soglia di sbarramento al 2%. Le elezioni legislative si tengono ogni quattro anni. Rientra nei poteri del primo ministro indire, se lo ritiene necessario, elezioni anticipate. Nel caso esprima un voto di sfiducia, il parlamento ha il potere di costringere l'intero governo alle dimissioni.
In conformità alla dinamica generata dai sistemi elettorali proporzionali, il sistema politico danese è multipartitico. Vi è perciò la necessaria tendenza alla formazione di coalizioni fra forze politiche, o ex ante rispetto alla tornata elettorale o, giocoforza, ex post, nell'arena parlamentare stessa. Se nel periodo antecedente il primo conflitto mondiale i governi hanno goduto dell'appoggio della maggioranza assoluta dei parlamentari, a partire dal dopoguerra, frequenti sono stati i governi di minoranza, retti pertanto da un appoggio parlamentare instabile.
Da novembre del 2001 ad aprile del 2009 Ministro di Stato fu Anders Fogh Rasmussen, appartenente al Venstre, un partito di orientamento liberal-democratico di centro-destra. Fino agli anni ottanta, periodo in cui si effettuarono importanti riforme economiche e un cambiamento nella politica estera nazionale, i governi danesi del dopoguerra furono per lo più guidati dai socialdemocratici. Dagli anni ottanta l'influenza social-democratica ha cominciato a declinare. Tra 1982 e il 1993 il ruolo di premier venne ricoperto dal conservatore Poul Schlüter del Partito Conservatore. Nel 1993 i Social-democratici tornarono al potere, guidati da Poul Rasmussen. Nel 2001 una coalizione di centro-destra guidata da Anders Fogh Rasmussen, del partito Liberale, vinse le elezioni. La coalizione di centrodestra venne confermata nelle elezioni del 2005.
Il governo di Anders Fogh Rasmussen fu riconfermato dalle elezioni del mese di novembre nel 2007. Al momento della nomina di Rasmussen a Segretario generale della NATO, egli si dimise dalla carica di Ministro di Stato danese e fu sostituito da Lars Løkke Rasmussen il 5 aprile 2009. Alle elezioni del settembre 2011 la coalizione di centrosinistra guidata dalla socialdemocratica Helle Thorning-Schmidt ha vinto e il nuovo governo è entrato in carica nell'ottobre 2011. Nel giugno 2015, a seguito della sconfitta elettorale subita dalla coalizione di centrosinistra guidata dai socialdemocratici, il Primo Ministro Thorning-Schmidt ha lasciato l'incarico per il leader della coalizione di centrodestra Lars Løkke Rasmussen, già ex Primo Ministro. Una nuova inversione si è verificata con le successive elezioni del 2019, in esito alle quali i socialdemocratici, guidati da Mette Frederiksen, hanno potuto formare un governo monocolore appoggiato dagli altri partiti della coalizione di sinistra, risultata maggioritaria. Frederiksen è diventata primo ministro il 27 giugno 2019.

## Economia

Banconote e monete danesi.

La Danimarca è un Paese impostato secondo una moderna economia di mercato, orientata allo sviluppo del settore dei servizi. Lo sviluppo economico è fortemente cresciuto a seguito dell'adesione dello stato all'Unione europea, che ha ampliato la capacità di circolazione di merci e servizi, grazie alla soppressione di dazi e barriere doganali.
La valuta nazionale è la corona danese (in danese krone), di fatto legata all'euro per mezzo degli Accordi europei di cambio (ERM II).

### Trasporti

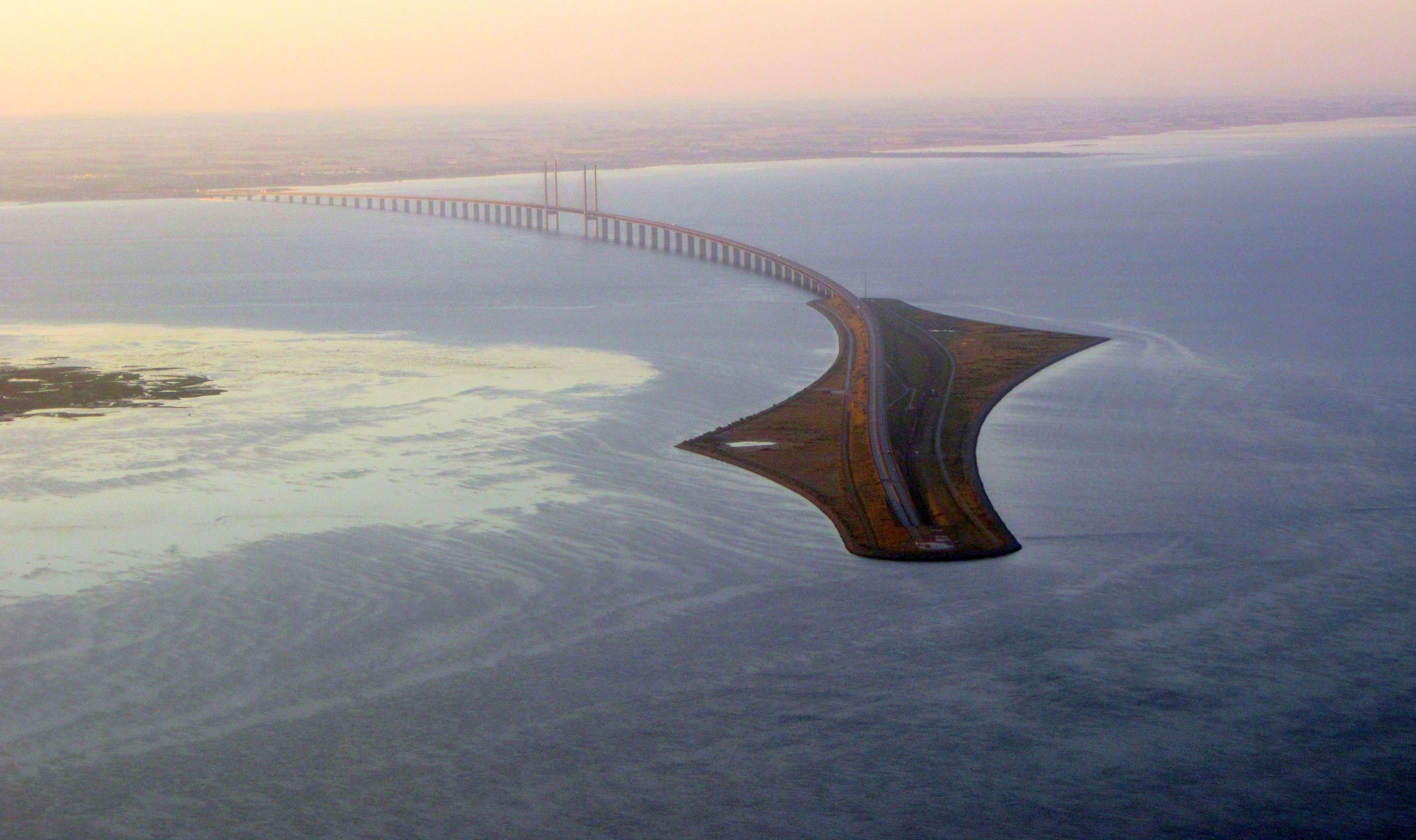
Il ponte di Øresund, che collega Danimarca e Svezia.

Il centro più importante in questo campo è Copenaghen, la capitale. La città è ben collegata con il resto del continente e con la Svezia meridionale, soprattutto con Malmö, grazie al ponte di Øresund.

### Turismo
La capitale Copenaghen viene spesso descritta come una città da fiaba, per le sue strade pulite e per la presenza tra l'altro dei Giardini di Tivoli, del Palazzo di Amalienborg, residenza della monarchia danese, e della statua della Sirenetta. La cittadella di Skagen posta all'estremo nord della penisola danese, rappresenta un'altra ambita meta di turismo grazie ai suoi meravigliosi paesaggi. Un'altra grande risorsa danese è Legoland, parco divertimenti che si trova a Billund, città dei LEGO, spesso meta turistica internazionale.
Nel campo del turismo è famosa l'azienda danese Novasol, leader europeo negli affitti per vacanze e con alloggi in 27 Paesi d'Europa, tra cui proprio la Danimarca.

## Cultura
Nel 2006-2007 il Ministero della cultura danese redasse un canone danese nazionale, contenente tutte le più importanti opere danesi di ogni arte e tecnica.

### Arte

#### Architettura e design

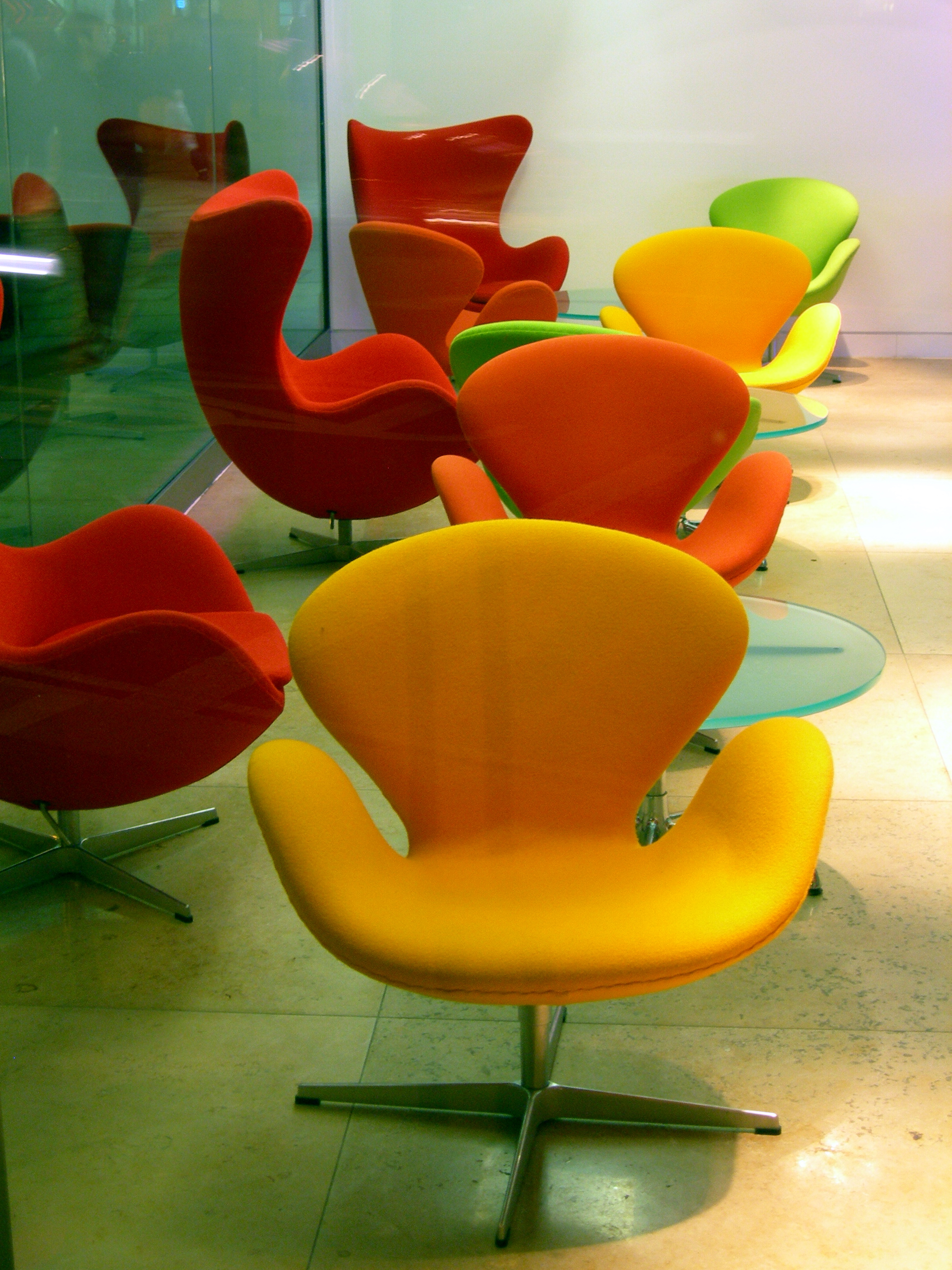
La poltrona Egg e la poltroncina Swan di Arne Jacobsen.

Il più famoso architetto danese è stato probabilmente Jørn Utzon che disegnò il Teatro dell'opera di Sydney. Altri designer e architetti conosciuti a livello mondiale sono Børge Mogensen, Hans Wegner e Arne Jacobsen, mentre per le arti applicate sono famosi gli oggetti in argento disegnati da Georg Jensen e le porcellane della Royal Copenhagen. Il Museo Danese di Arte e Design (Kunstindustrimuseet) di Copenaghen è dedicato alle arti decorative e al design danese.

#### Pittura e scultura

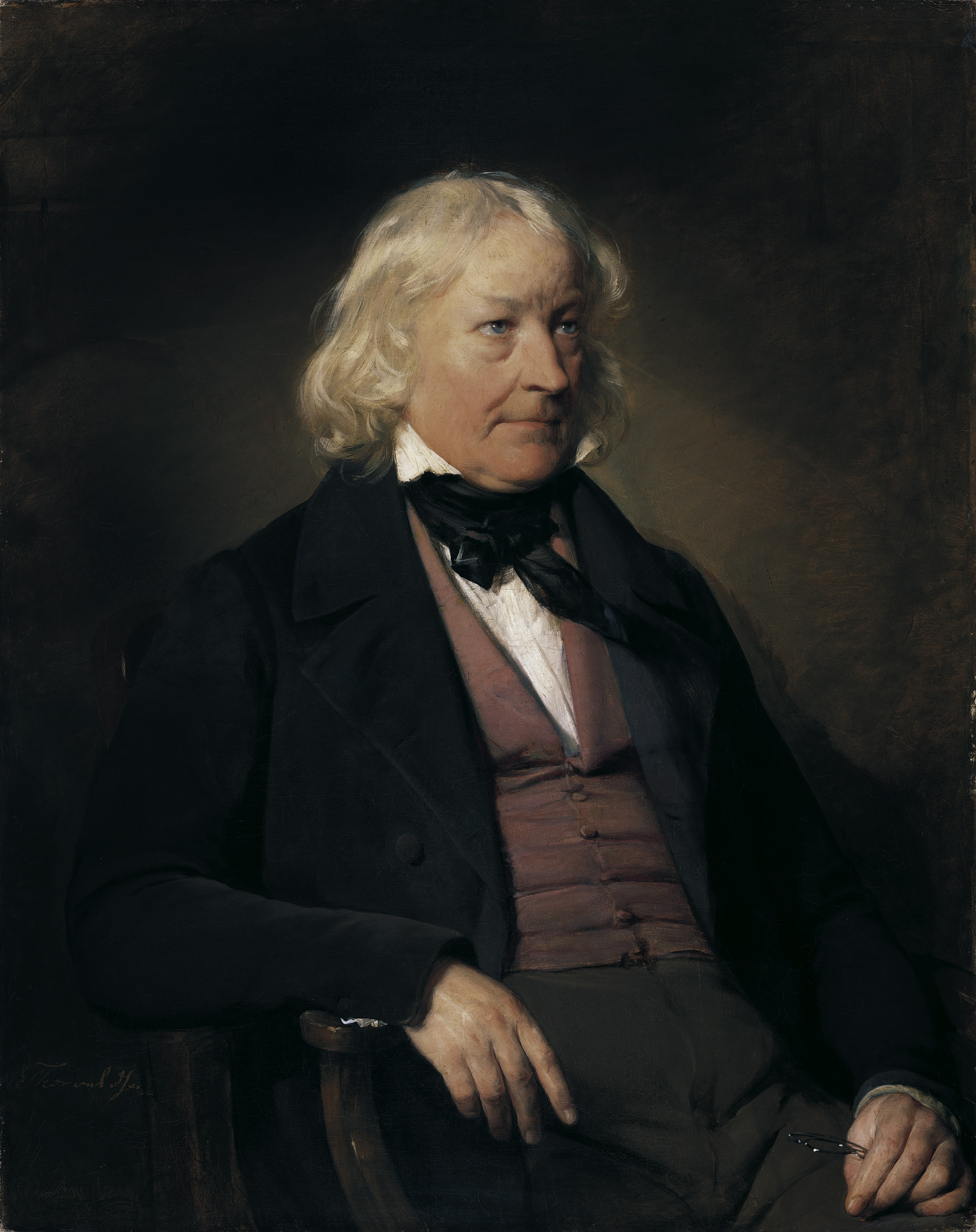
Bertel Thorvaldsen, tra i massimi esponenti del neoclassicismo.

Le prime manifestazioni scultoree risalgono al XII secolo, conservate nella cattedrale romanica di Ribe. Al periodo gotico appartengono le pale del pittore Claus Berg, osservabili nella chiesa francescana di Odense. Il Rinascimento fu importato dai Paesi Bassi e dalla Germania. L'avvenimento più importante del Settecento fu la fondazione della scuola di ceramica a Copenaghen e l'attività dello scultore Bertel Thorvaldsen, importante esponente del neoclassicismo, durante questo secolo risultò ampia l'attività pittorica, soprattutto grazie a Nikolaj Abildgaard e Carl Gustav Pilo. Nell'Ottocento si misero in evidenza il neoclassico Christoffer Wilhelm Eckersberg e Anna Ancher, esponente dei cosiddetti Pittori di Skagen; ai primi del Novecento Wilhelm Hammershoi. Tra il XIX e il XX secolo l'impressionismo si afferma con Peder Severin Krøyer. Nel '900, importante l'adesione di molti artisti come Carl-Henning Pedersen, al gruppo CO.BR.A.

### Patrimoni dell'umanità
La Danimarca dispone di diversi siti iscritti nella Lista dei patrimoni dell'umanità dell'UNESCO.

### Letteratura

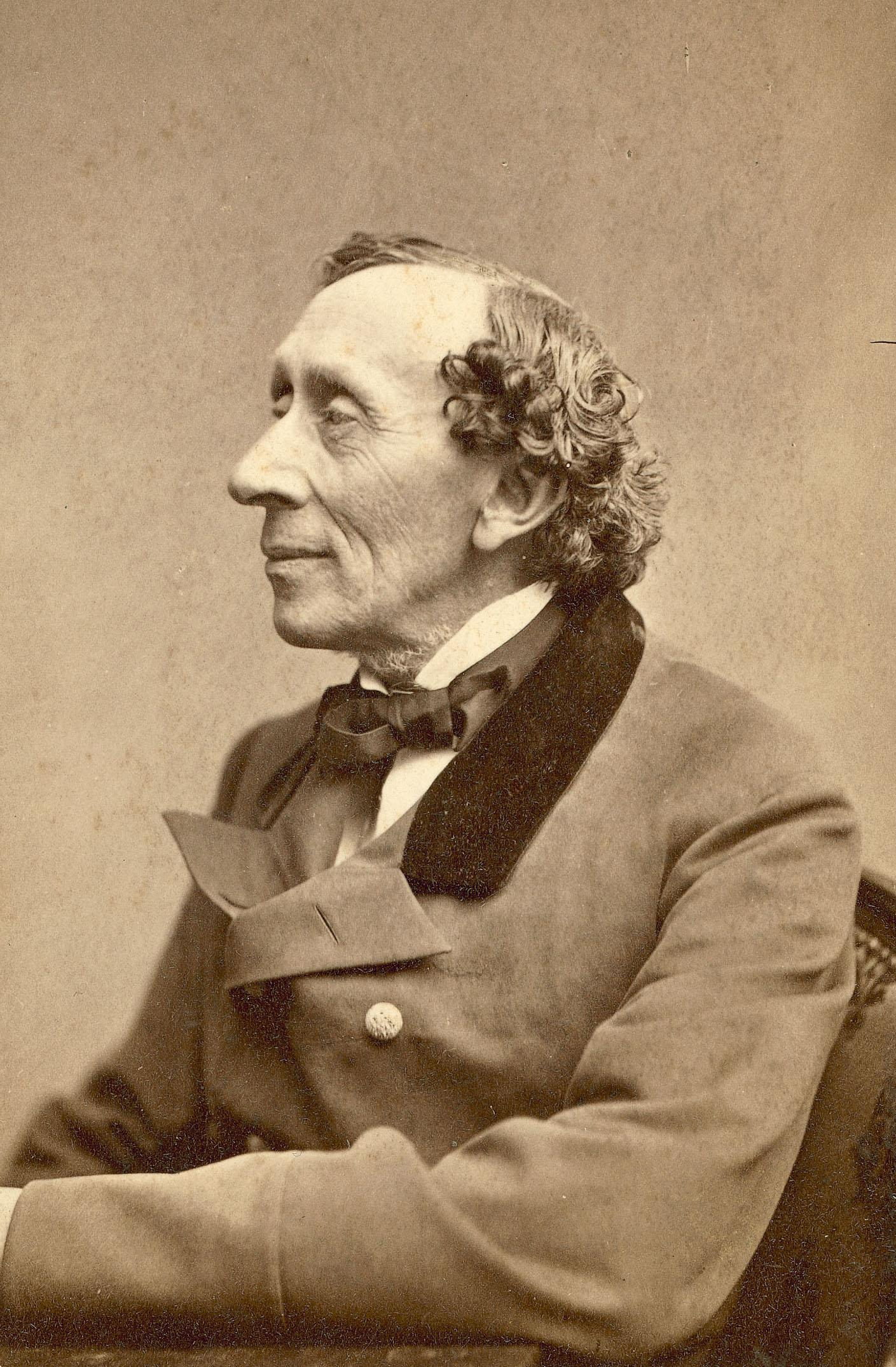
Hans Christian Andersen fotografato da Thora Hallager. Fonte:.

Risalgono alle origini della storia letteraria danese le opere in latino dell'arcivescovo Anders Sunnesøn e le Folkeviser ispirate a fatti di vita quotidiana, raccolte e pubblicate solo nel 1591 da Anders Sørensen Vedel. Inoltre, nel 1550, veniva pubblicata da Christiern Pedersen la traduzione della Bibbia, la prima Bibbia danese, nota come Bibbia di Cristiano III. Se nel Seicento viene pubblicato il primo giornale letterario, Ludvig Holberg s'impone, nel Settecento, come il vero e proprio padre della letteratura nazionale. Nell'Ottocento trionfa il Romanticismo, il cui massimo rappresentante è stato Nicolai Frederik Severin Grundtvig, a cui è da attribuire il merito di aver suscitato l'interesse popolare per la nazione e per il sentimento religioso.
Forse il danese più conosciuto al mondo è in realtà un personaggio di fantasia, Amleto, che dà il titolo alla famosa tragedia di William Shakespeare, ambientata nell'autentico castello di Kronborg a Helsingør. L'opera fu ispirata dall'antico mito danese del principe vichingo Amled dello Jutland e della sua lotta per vendicarsi dell'assassino di suo padre.
A questo si deve aggiungere naturalmente l'opera ben nota di Hans Christian Andersen, scrittore famoso per le sue Fiabe (1835), come I vestiti nuovi dell'imperatore, La sirenetta o Il brutto anatroccolo. Hans Christian Andersen resta, ancora oggi, un punto di riferimento, in particolare per quanto riguarda la letteratura per l'infanzia: il 2 aprile, il giorno del suo compleanno, è celebrato nel Mondo con la Giornata internazionale del libro per bambini. Inoltre è stato istituito il Premio Hans Christian Andersen, considerato spesso il più importante riconoscimento internazionale nel campo della letteratura per l'Infanzia.
Molto conosciuti sono anche il commediografo Ludvig Holberg, il drammaturgo Hjalmar Bergstrøm, il drammaturgo Gustav Frederik Esmann, i poeti Adam Gottlob Oehlenschläger, poeta nazionale, e Frederik Paludan-Müller, lo scrittore Johannes Vilhelm Jensen, Premio Nobel per la letteratura nel 1944, la scrittrice Karen Blixen, lo scrittore Jacob Paludan, il Premio Nobel per la letteratura Henrik Pontoppidan, il contributo alla letteratura odeporica di Johannes Jørgensen, lo scrittore Peter Høeg, autore tra l'altro del romanzo Il senso di Smilla per la neve. Nel corso del XXI secolo si è distinta Adda Djørup, prima scrittrice danese a vincere il Premio letterario dell'Unione europea, nel 2010, con il romanzo Den mindste modstand.
Fra i pochi metodi per l'apprendimento della Lingua Latina conosciuti internazionalmente, spicca la grammatica per immagini del latinista danese Hans Henning Ørberg, mentre la Scuola di Copenaghen resta un riferimento nel campo della Linguistica, della Filologia e della Semiotica. Uno dei contributi teorici più rilevanti è costituito dalla Glossematica di Louis Trolle Hjelmslev.

### Filosofia

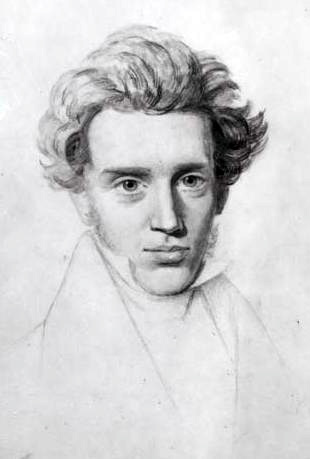
Søren Kierkegaard, tra i massimi esponenti dell'esistenzialismo.

Nel XIII secolo si distinse la figura di Boezio di Dacia, esponente dell'averroismo latino. Sempre in ambito filosofico è importante la figura di Søren Kierkegaard, (1813-1855) filosofo e teologo ottocentesco a cui viene attribuita una sorta di 'fondazione' dell'Esistenzialismo, oltre allo sdoganamento dei temi della filosofia tedesca in ambito danese; fra le sue opere più importanti: Aut-Aut (1843) e Timore e tremore (1843). Un altro contributo fondamentale fu apportato dal filosofo Georg Brandes (1842-1927), autore di studi sullo stesso Kierkegaard e su Nietzsche.

### Musica

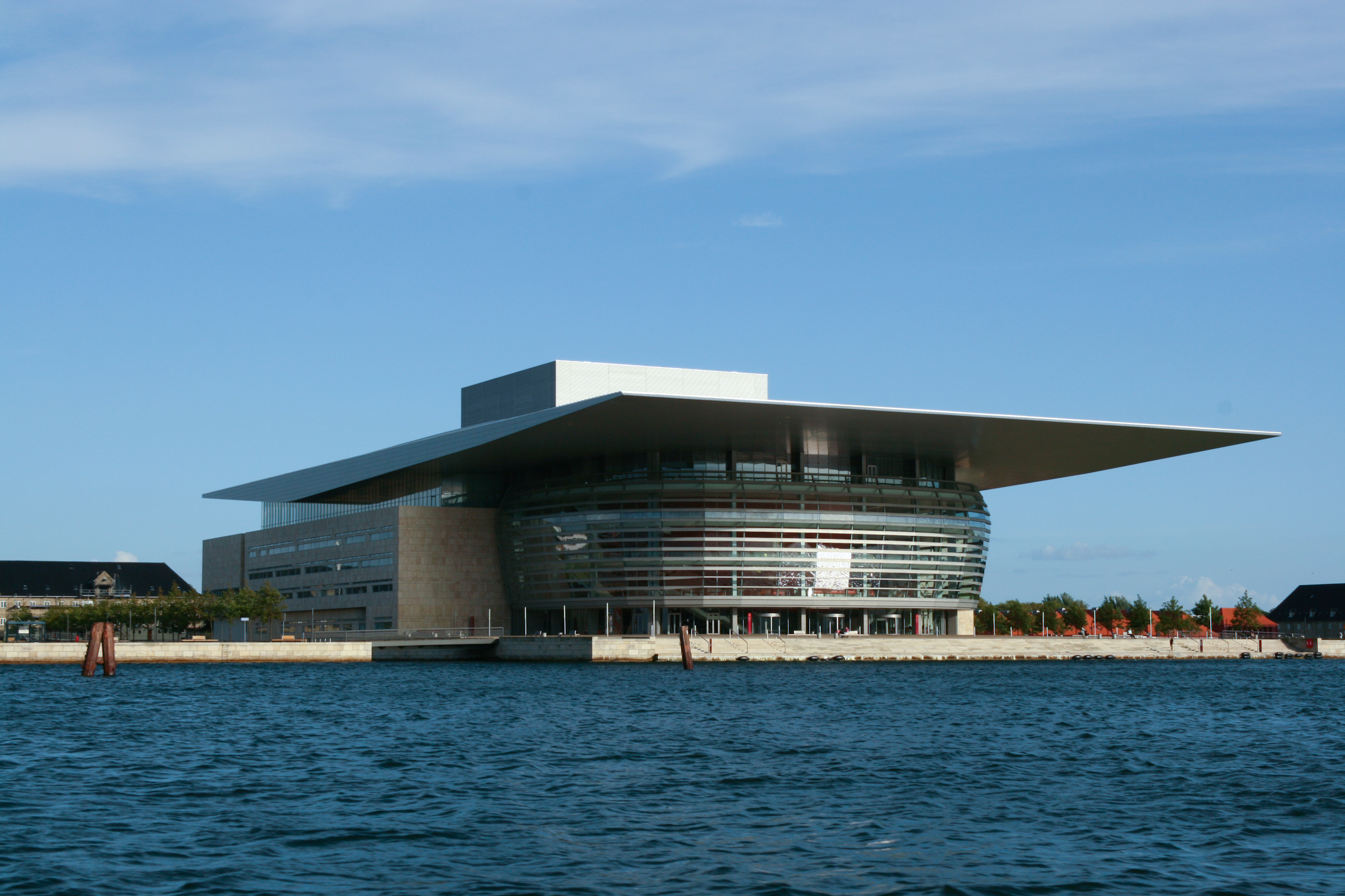
Copenaghen Opera House.

Nel campo della musica classica, se enorme è stato il contributo dato da Cristiano IV nei primi decenni del Seicento che trasformò la sua corte in uno dei centri europei musicali più importanti, Cristiano IX verso la metà dell'Ottocento riuscì invece ad allontanare i più prestigiosi compositori locali, a causa del suo ostracismo alle esibizioni teatrali.
La Danimarca vede i suoi maggiori esponenti in Niels Gade, considerato il fondatore della scuola musicale danese, e Carl Nielsen, esponente del nazionalismo musicale. Nell'ambito della musica pop il Paese è internazionalmente noto anche per la sua vivace scena musicale, da cui si sono messi in luce gruppi come Aqua, noti in particolare, per la hit Barbie Girl (1997), Whigfield, Michael Learns to Rock, Mew, Dizzy Mizz Lizzy, Laidback e Anders Trentemoller, oltre che cantautori come Tommy Seebach. Anche il batterista del celebre gruppo metal statunitense dei Metallica Lars Ulrich è di nazionalità danese, come il cantante King Diamond (vero nome Kim Bendix Petersen), nato nel quartiere di Hvidovre a Copenaghen; sempre in ambito metal, ci sono Myrkur, i Vola, i Volbeat, i Mercyful Fate, gli Hatespere, i Wuthering Heights e altri. Nella musica neofolk, invece, spiccano gli Heilung, che coinvolgono anche musicisti norvegesi e tedeschi.
Per la musica classica, il pianista Friedrich Kuhlau era anche un talentuoso compositore preromantico, di origini tedesche e naturalizzato danese. 
Tipico strumento musicale a fiato è il lur, mentre una caratteristica danza originaria della Danimarca è la cochinchine.

### Cinema

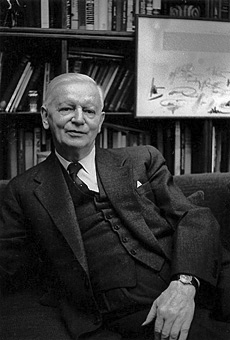
Carl Theodor Dreyer, tra i massimi registi del cinema mondiale.

La Danimarca vanta una lunga tradizione cinematografica, dato che nel 1906 venne fondata la Nordisk Film Kompagni e l'epoca precedente alla prima guerra mondiale viene considerata come il periodo d'oro del cinema danese. Inoltre tre film danesi hanno vinto il prestigioso Oscar al miglior film straniero, primo dei quali fu, nel 1988, Il pranzo di Babette, del regista Gabriel Axel. Precedentemente, nel 1957, il primo film danese candidato per l'Oscar al miglior film straniero fu Qivitoq, diretto da Erik Balling.
Il Paese ha dato la luce a molti attori di fama internazionale tra cui in attività Mads Mikkelsen, Connie Nielsen, Jesper Christensen, Brigitte Nielsen, Sven-Ole Thorsen, Viggo Mortensen, Nikolaj Coster-Waldau, Alex Høgh Andersen, Marco Ilsø Lucas Lynggaard Tønnesen e altri. Tra le maggiori attrici danesi spicca Asta Nielsen. Probabilmente il più grande regista danese di tutti i tempi è stato Carl Theodor Dreyer, che ha diretto film che hanno avuto diversi riconoscimenti internazionali come Ordet - La parola (1955). Tra i registi contemporanei ci sono Lars von Trier, Nicolas Winding Refn, Bille August, Thomas Vinterberg, Susanne Bier, Per Fly e Ole Bornedal.
Dal 2003 al 2008 si tenne il Copenhagen International Film Festival (anche detto CIFF), festival cinematografico che aveva come scopo principale quello di assegnare il Golden Swan, il premio principale, al miglior film, alla miglior regia, al miglior attore, alla miglior attrice, al miglior fotografo e al migliore sceneggiatore. A partire dal 2009 tale ricorrenza si fuse con il NatFilm Festival per dare vita al CPH:PIX film festival, presente tuttora.

### Scienze

#### Geologia
Nel XVII secolo si distinse la figura di Niccolò Stenone, autore del De solido intra solidum naturaliter contento dissertationis prodromus (1669), e il padre della moderna geologia.

#### Astronomia

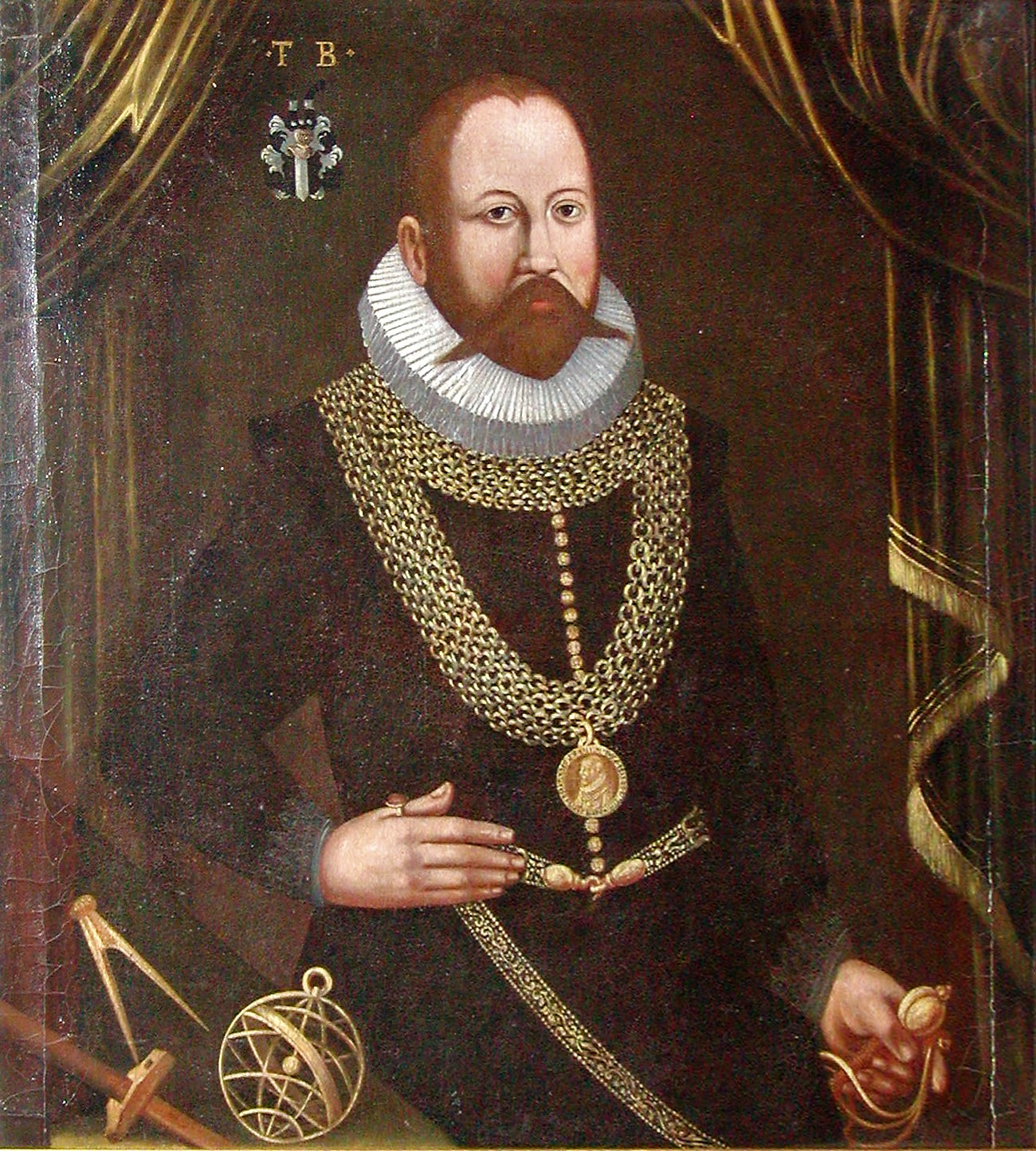
Tycho Brahe, tra i maggiori esponenti della Rivoluzione scientifica.

- 1572: l'osservazione della Supernova SN 1572: il Sistema ticonico (1588) e la nuova visione del Sistema solare introdotte da Tycho Brahe

#### La Danimarca nello spazio
- 23 febbraio 1999: viene lanciato Ørsted, il primo satellite della Danimarca.
- 2 settembre 2015: Andreas Mogensen è il primo danese ad andare nello spazio

#### Fisica

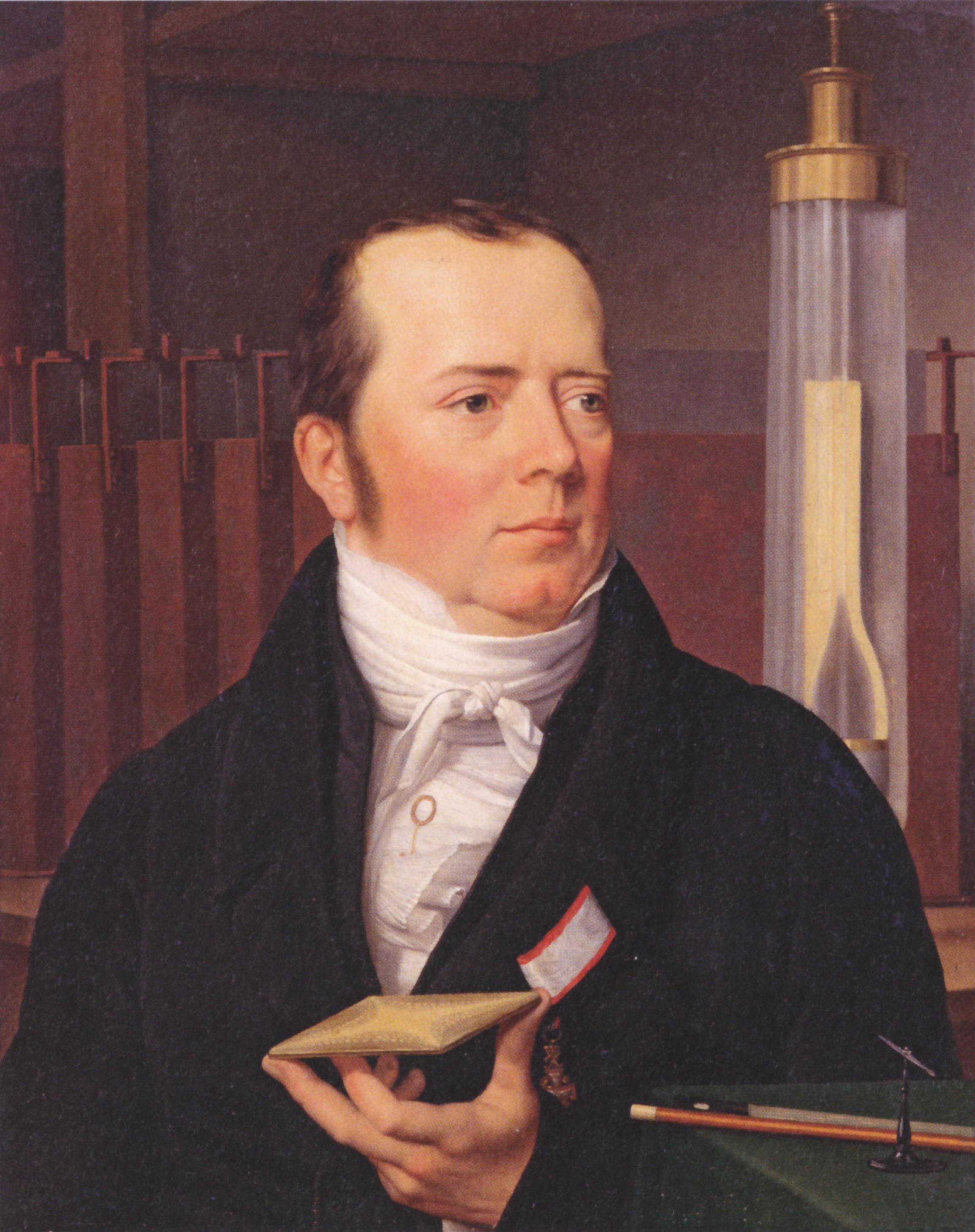
Hans Christian Ørsted.

- 7 dicembre 1676: viene determinata la velocità della luce dal danese Ole Rømer
- 1820: esperimento di Ørsted: viene scoperto l'elettromagnetismo l'interazione elettromagnetica viene osservata per la prima volta da Hans Christian Ørsted
- 1913: Niels Bohr, il celebre fisico, sviluppò il primo modello dell'atomo e la Teoria dei quanti.

#### Chimica
- In ambito scientifico nel XX secolo si distinse, tra gli altri, la figura del chimico Søren Sørensen, noto per avere introdotto nel 1909 la scala di misura pH (potenziale dell'idrogeno) e quindi la scala di misura dell'acidità.
- Julius Thomsen, è stato uno dei fondatori della termochimica.

#### Medicina
- XVII secolo: le importanti scoperte di Niccolò Stenone, tra cui il dotto parotideo detto dotto di Stenone.
- 1884: Colorazione di Gram per la classificazione dei batteri in Gram-positivi e Gram-negativi: il nome deriva dal medico Hans Christian Gram che ne ha studiato la tecnica.
- L'uso della luce solare nelle lesioni causate da varie patologie dermatologiche negli studi di Niels Ryberg Finsen, Premio Nobel per la medicina, nel 1903
- Schack August Steenberg Krogh nel 1920 fu insignito del Premio Nobel per la medicina per la scoperta del meccanismo che regolano i capillari in ambito del muscolo scheletrico.

### Tecnologia
- 1898: viene inventato il registratore a filo, dispositivo che registra i suoni su un filo d'acciaio, dall'ingegnere danese Valdemar Poulsen
- 28 gennaio 1958: vengono inventati i celebri mattoncini della LEGO,[36] la cui azienda fu fondata nel 1916 da Ole Kirk Christiansen

## Sport

### Calcio

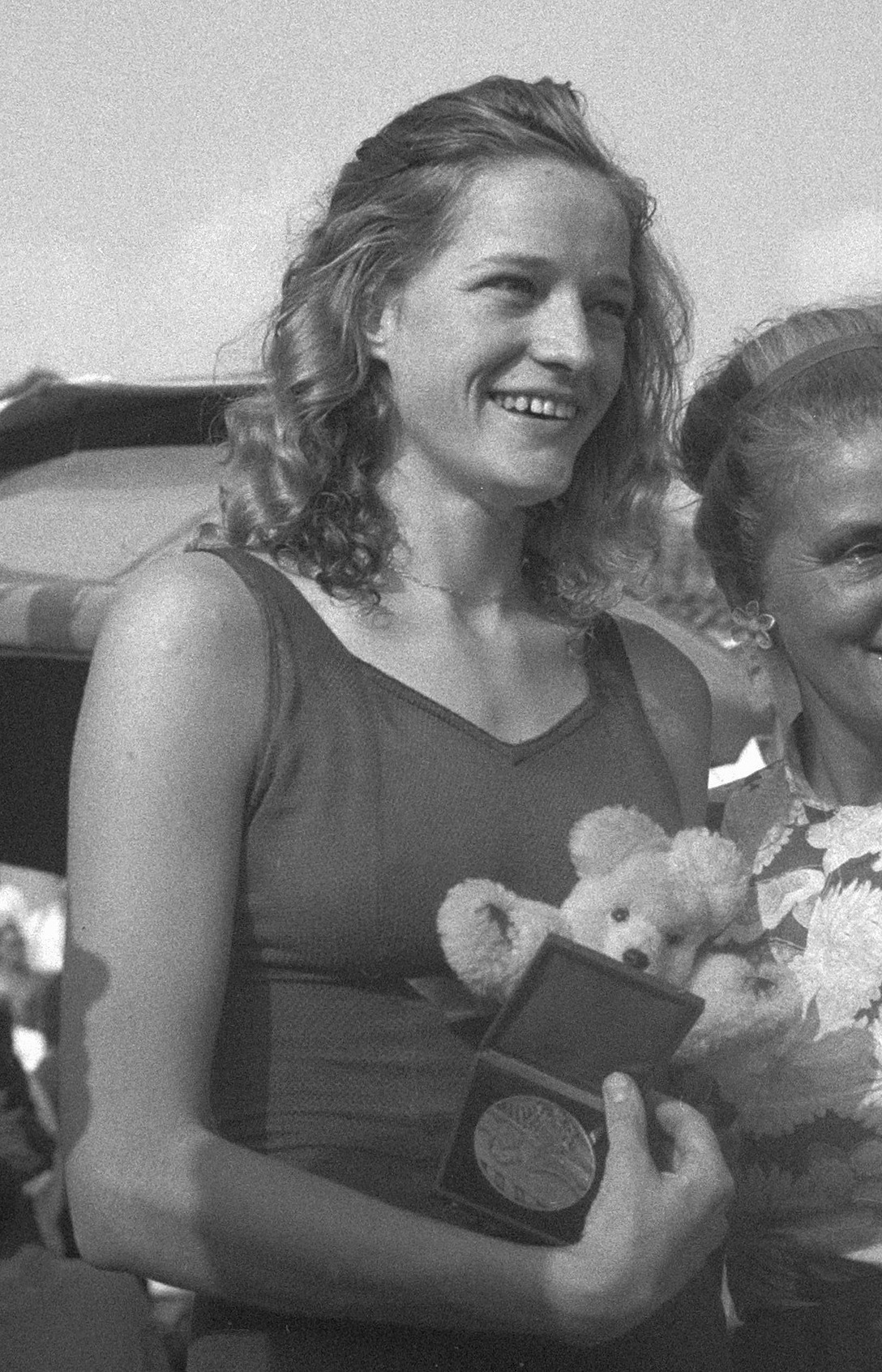
Karen Harup, campionessa olimpica di nuoto nei dorso a Londra 1948.

In Danimarca lo sport più popolare è il calcio. A Copenaghen si trova lo stadio principale del Paese, il Parken Stadium, in cui giocano la nazionale danese e l'FC Copenaghen. La sua scuola calcistica ha espresso diversi giocatori di livello mondiale, tra i più noti Christian Eriksen, Michael Laudrup (inserito nella lista dei migliori calciatori del XX secolo IFFHS), Harald Nielsen, Allan Simonsen, Morten Olsen, Preben Elkjær Larsen, Peter Schmeichel, Brian Laudrup, Jon Dahl Tomasson, Martin Laursen e Martin Jørgensen. Nel 1992 la nazionale danese, contro ogni pronostico, si laureò campione d'Europa in Svezia, sebbene non si fosse nemmeno qualificata e fosse stata ripescata in seguito al boicottaggio della Jugoslavia a causa della guerra. I capocannonieri della nazionale danese sono Poul Nielsen e Jon Dahl Tomasson con 52 reti.

### Ciclismo
Un altro sport molto praticato è il ciclismo, anche grazie alla conformazione del territorio: infatti molto famosa è la squadra Saxo Bank-Sungard e Copenaghen è stata soprannominata anche La città dei ciclisti, grazie alla diffusione del mezzo tra gli abitanti e alle numerosissime piste ciclabili di cui dispone. In Danimarca si svolsero i Campionati del mondo di ciclismo su pista 2010 - Keirin maschile.
Il ciclista Jonas Vingegaard ha vinto il Tour de France nel 2022 e nel 2023.

### Nuoto
Negli ultimi anni in Danimarca è esplosa anche la passione per il nuoto, grazie ai successi ottenuti dalla nuotatrice Lotte Friis, vincitrice della medaglia di bronzo negli 800 m stile libero alle Olimpiadi di Pechino 2008, della medaglia d'oro negli 800 m stile libero e di quella d'argento nei 1 500 metri stile libero ai mondiali di nuoto di Roma 2009, di quella d'oro nei 1 500 stile libero e di quella d'argento negli 800 metri stile libero nel 2011 a Shanghai, della medaglia di bronzo negli 800 stile libero ai Campionati europei di nuoto 2008 Eindhoven 2008 e di due medaglie d'oro negli 800 e 1 500 metri stile libero e una di bronzo nei 400 metri stile libero ai Campionati europei di nuoto 2010.

### Giochi olimpici
Il primo campione olimpico danese (e prima medaglia olimpica per la Danimarca), fu Viggo Jensen, nel sollevamento pesi, ai Giochi olimpici di Atene 1896.

### Altri sport
La lunga linea costiera offre ottime opportunità per praticare la vela e altri sport acquatici. La Regata attorno a Zeeland è una competizione velica che parte da Helsingør. Dati i lunghi inverni danesi, sono diffusi anche diversi sport da praticare al coperto, come il badminton, la pallamano e la ginnastica.

## Tradizioni

### Gastronomia
La cucina danese, come quella degli altri Paesi scandinavi e del nord della Germania, è tradizionalmente abbastanza pesante e ricca di grassi. Discende direttamente dalle passate abitudini agricole del Paese, così come dalla sua geografia e dal clima fatto di inverni lunghi e freddi.
Tradizionalmente la cucina presenta sia piatti a base di carne, principalmente maiale, come il flæskesteg (arrosto di maiale con cotenna) e lo stegt flæsk og persillesovs (fetta di lombo di maiale con la sua cotenna fritta, accompagnata da patate lessate nappate con una salsa al prezzemolo riccio), sia a base di pesce come lo stjerneskud (letteralemente stella cadente che consiste in un filetto di platessa impanato e fritto) e il kogt torsk med sennepsovs (merluzzo bollito con salsa alla senape). Le frikadeller (polpette di carne fritte accompagnate da patate e da intingoli di vario tipo), le karbonader/krebinetter (carne macinata simile nella forma a un hamburger), bistecche di manzo e piatti simili. Quasi sempre sono presenti in tavola le patate, molto amate dai danesi. Si fa anche abbondante uso di pesce, specialmente sulla costa occidentale dello Jutland. Al giorno d'oggi cibi di recente introduzione nel Paese, come la pasta e la pizza, sono sempre più comuni, specialmente tra le nuove generazioni.
Si segnala la remoulade, una famosa salsa, simile a una maionese con sottaceti che si usa tra le altre cose per accompagnare patate fritte, pesce fritto, salumi e altro.
La Vigilia di Natale si mangia flæskesteg, arrosto di anatra e come dessert una varietà di budino di riso, il risalamande (riso con la mandorla). Si tratta di un dolce freddo composto da riso cotto nel latte con la vaniglia, mandorle tritate, panna montata. È tradizione nascondere nel risalamande una sola mandorla intera. Chi la trova riceve un piccolo dono, il mandelgave (regalo della mandorla).
Tipico della cucina danese è il rugbrød, una qualità di pane nero ricco di fibre, che costituisce la base dello smørrebrød, il pranzo tipico dei danesi.

### Folclore
Anche il folclore riveste un'importanza culturale. Tipici del folclore danese sono i Valravn, uccelli mitologici che appaiono in canti popolari danesi e l'Helhest, un leggendario cavallo a tre zampe.

### Il Natale
Un aspetto culturale importante in Danimarca lo riveste anche il Natale.

## Ricorrenze nazionali
| Data     | Nome italiano                    | Nome danese  | Note |
| -------- | -------------------------------- | ------------ | --- |
| 5 giugno | Giorno della Costituzione danese | Grundlovsdag | Celebra il giorno in cui avvenne la firma della costituzione danese nel 1849. Alcune persone partecipano a riunioni con discorsi, spesso all'aperto, in cui politici o altri personaggi pubblici elaborano il loro punto di vista sulla costituzione, sulla storia e sullo stato attuale della nazione. Questo giorno è probabilmente l'equivalente più vicino a una vera festa nazionale. Gli anziani, la classe media e gli esponenti del centrodestra spesso considerano questo giorno più importante del 1º maggio. Con poche eccezioni, tutti i negozi rimangono chiusi per legge durante questo giorno. |

### Altre festività

#### Festività pubbliche
| Data                          | Nome italiano                                 | Nome danese           | Note |
| ----------------------------- | --------------------------------------------- | --------------------- | --- |
| 1º gennaio                    | Capodanno                                     | Nytårsdag             | |
| Il giovedì prima della Pasqua | Giovedì santo                                 | Skærtorsdag           | |
| Il venerdì prima della Pasqua | Venerdì santo                                 | Langfredag            | |
| Marzo/Aprile                  | Pasqua                                        | Påskedag              | |
| Il giorno dopo la Pasqua      | Lunedì dell'angelo                            | 2. Påskedag           | |
| Il 4º venerdì dopo la Pasqua  | Giorno di preghiera                           | Store bededag         | Una raccolta di minori giorni sacri cristiani consolidato in un giorno. Il nome si traduce letteralmente dalla lingua danese "Ottima Giornata di preghiera". |
| 39 giorni dopo la Pasqua      | Giorno dell'Ascensione                        | Kristi Himmelfartsdag | |
| 7 settimane dopo la Pasqua    | Pentecoste                                    | Pinsedag (1.Pinsedag) | Cade sempre di domenica: i danesi celebrano per due giorni (domenica e lunedì) la festa di Pentecoste.                                                       |
| Il giorno dopo la Pentecoste  | Lunedì successivo alla domenica di Pentecoste | 2. Pinsedag           | I danesi celebrano per due giorni (domenica e lunedì) la festa di Pentecoste.                                                                                |
| 25 dicembre                   | Primo giorno di Natale                        | Juledag (1. juledag)  | I danesi celebrano tre giorni di Natale, a partire dalla sera del 24 dicembre.                                                                               |
| 26 dicembre                   | Secondo Giorno di Natale                      | 2. juledag            | |

#### Giorni speciali
Alcuni di questi giorni derivano dalla politica, altri dalle tradizioni cattoliche romane che precedono l’attuale chiesa nazionale. Alcuni rappresentano semplicemente la tradizione scandinava di iniziare i festeggiamenti di un giorno speciale la sera prima del giorno vero e proprio.
| Data                            | Nome italiano                                  | Nome danese                        | Note |
| ------------------------------- | ---------------------------------------------- | ---------------------------------- | --- |
| 5 febbraio                      | Compleanno della Principessa della corona Mary | Kronprinsesse Marys fødselsdag     | Questo giorno non è ancora molto celebrato, ma un giorno potrebbe lei diventare la regina (consorte) di Danimarca. |
| 6 febbraio                      | Compleanno della Principessa Marie             | Prinsesse Maries fødselsdag        | Al di fuori della casa reale non esiste una tradizione particolare di celebrare questo giorno. |
| Sette settimane prima di Pasqua | Fastelavn                                      | Fastelavn                          | Versione ridotta del Carnevale cattolico. Il giorno seguente, Fastelavnsmandag, i bambini vanno a scuola vestiti in costume e vanno di porta in porta per comprare caramelle e dolciumi. Un prodotto da forno popolare associato alla giornata è il Fastelavnsbolle (letteralmente Panino Fastelavns), un panino dolce rotondo solitamente ricoperto di glassa e ripieno di panna. |
| Domenica prima di Pasqua        | Domenica delle palme                           | Palmesøndag                        | |
| 1º aprile                       | Pesce d'aprile                                 | 1. April                           | La giornata è contrassegnata dalla commissione di bufale e altri scherzi pratici di varia sofisticazione su amici, nemici e vicini, o dall'invio loro a commissioni stupide, il cui scopo è mettere in imbarazzo gli ingenui. |
| 9 aprile                        | Occupazione della Danimarca                    | Danmarks besættelse                | Celebra il giorno in cui la Germania invase la Danimarca durante la seconda guerra mondiale. Le bandiere sui pennoni devono stare a mezz'asta fino alle 12:00 per indicare il lutto, dopodiché vanno a tutta altezza per indicare che oggi la Danimarca è un Paese libero. |
| 16 aprile                       | Compleanno della Regina Margherita II          | Dronningens fødselsdag             | La Regina viene solitamente festeggiata in alcuni luoghi e apparirà sul suo balcone al Palazzo di Amalienborg o fuori dal Palazzo di Marselisborg a seconda di dove trascorre il suo compleanno. |
| 29 aprile                       | Compleanno della Principessa Benedetta         | Prinsesse Benedikte fødselsdag     | Al di fuori della casa reale non esiste una tradizione particolare di celebrare questo giorno. |
| 1 maggio                        | Festa dei lavoratori                           | Arbejdernes kampdag / 1. maj       | Giornata politica della sinistra. Molte persone cercano di prendersi un giorno libero in questo giorno e alcuni lo prevedono addirittura nel loro contratto di lavoro. Molte persone partecipano al mattino a riunioni politiche organizzate dai sindacati o dai partiti laburisti, dopodiché si tengono manifestazioni in tutto il Paese, partendo dal luogo dell'incontro e unendosi lungo il percorso fino a un luogo di incontro comune, spesso un parco. Le manifestazioni possono variare da poche centinaia a decine di migliaia a seconda della città e dell'organizzazione. La giornata è conosciuta anche come "Arbejdernes kamp og festdag" (Giornata di lotta e celebrazione dei lavoratori) in riferimento alla celebrazione delle passate vittorie del movimento operaio, in particolare della giornata lavorativa di otto ore. Molti, sia famiglie che giovani, si ritrovano nei luoghi degli incontri politici organizzando picnic e bevendo birra e altre bevande alcoliche. Il Fælledparken di Copenaghen è ben noto per le sue celebrazioni annuali del primo maggio, che riuniscono una media di centomila persone alla riunione del sindacato centrale "LO". Questa è una vacanza completa per gli operai, ma non per gli impiegati. |
| 5 maggio                        | Giorno della Liberazione                       | Danmarks befrielse                 | Celebra il giorno in cui le forze tedesche si arresero in Danimarca durante la seconda guerra mondiale. Tuttavia l'isola di Bornholm non venne liberata in questa data e l'occupazione continuò finché l'Armata Rossa non liberò l'isola. Successivamente l'URSS mantenne il controllo dell'isola per un certo periodo, prima che venisse riunita alla Danimarca. La giornata è caratterizzata da cerimonie commemorative pubbliche per i membri caduti della resistenza danese e da manifestazioni della sinistra, sia in memoria dei combattenti della resistenza comunista, sia con slogan di pace e solidarietà che collegano la lotta del passato con quelle nuove di oggi. |
| 26 maggio                       | Compleanno del Principe della corona Federico  | Kronprins Frederiks fødselsdag     | Questo giorno non è ancora molto celebrato, ma Federico è l'erede al trono di Danimarca. |
| 7 giugno                        | Compleanno del Principe Gioacchino             | Prins Joachims fødselsdag          | Questo giorno non è molto celebrato. |
| 11 giugno                       | Compleanno del Principe Henri                  | Prins Henriks fødselsdag           | Questo giorno non è molto celebrato. |
| 15 giugno                       | Giorno di Valdemar e Giorno della Riunione     | Valdemarsdag and Genforeningsdag I | Celebra il giorno della vittoria di Valdemaro II di Danimarca nella battaglia di Lyndanisse nel 1219, durante la quale la bandiera nazionale danese Dannebrog cadde dal cielo. È anche il giorno in cui il Sønderjylland nel 1920 fu riunito al resto della Danimarca dopo un referendum ed è quindi tenuto in grande considerazione in quella parte del Paese. Insieme al Grundlovsdag, equivale a una vera e propria giornata nazionale, ma oggi è meno conosciuta e celebrata di prima. |
| 23 giugno                       | Vigilia di San Giovanni Battista               | Sankt Hans aften                   | Giorno di celebrazione pre-cristiano, che celebra il solstizio d'estate il 24 giugno. Sankt Hans (Johannes) è il nome danese di San Giovanni Battista. La giornata viene celebrata con un falò la sera prima. |
| 31 ottobre                      | Halloween                                      | Allehelgensaften                   | Secondo la superstizione il 31 ottobre è la notte in cui streghe, fantasmi e forze oscure si scatenano per disonorare i santi celebrati nel successivo Allehelgensdag. |
| 10 novembre                     | Vigilia di San Martino                         | Mortensaften                       | L'11 novembre è una giornata cattolica. Sankt Morten è il nome danese di San Martino di Tours. Secondo la leggenda, Martino fu costretto dai suoi parrocchiani a diventare vescovo e cercò di nascondersi in una stalla. Tuttavia, il rumore delle oche lo tradì. Per questo motivo, ma in realtà probabilmente a causa della stagione della macellazione dell'oca, è tradizione consumare una cena a base di oca, anche se con il tempo l'anatra è diventata un piatto più pratico in questa occasione. |
| 13 dicembre                     | Giorno di Santa Lucia                          | Sankta Lucia                       | Festa cattolica che cadeva nel solstizio d'inverno prima della riforma del calendario europeo. Rianimato in Svezia nel 1928 e in Danimarca dagli anni '40. |
| 24 dicembre                     | Vigilia di Natale                              | Juleaften                          | La celebrazione del Natale in Danimarca inizia la sera, tradizionalmente con l'albero di Natale, lo scambio di regali e la cena con la famiglia. Con poche eccezioni, tutti i negozi rimangono chiusi per legge durante il Juleaftensdag, il giorno di Juleaften. |
| 31 dicembre                     | Vigilia di Capodanno                           | Nytårsaften                        | Per lo più celebrato con amici o familiari, una cena gourmet fatta in casa e spesso quantità generose di alcol. La Regina tiene tradizionalmente un discorso televisivo alle 18:00. La mezzanotte viene celebrata con champagne, kransekage (una torta di mandorle composta da anelli impilati) e spettacoli privati di fuochi d'artificio. Con poche eccezioni, tutti i negozi restano chiusi per legge dalle 15:00 del Nytårsaftensdag, il giorno del Nytårsaften. |